# Économie de l'Azerbaïdjan
L'économie de l'Azerbaïdjan est fortement dépendante de l'exploitation du pétrole en mer Caspienne, qui représente 70 % de ses exportations et 50 % du budget de l'État. La croissance est élevée, de l'ordre de 34,5 % en 2006 et 29,3 % en 2007 selon la Banque mondiale.
Outre sa propre production (cinquante millions de tonnes à l'année), l'Azerbaïdjan gère une portion du brut kazakh (quatre-vingts millions de tonnes). En 2006, le gouvernement de Bakou a signé avec celui d'Astana un accord sur l'acheminement du pétrole kazakh à travers la mer Caspienne et le corridor caucasien. La Caspian Transco, la société azerbaïdjanaise spécialiste du transport des produits pétroliers qui est tenue à 30 % par la Socar, la compagnie d'État, est présente dans tous les pays d'Asie centrale.

## Histoire économique de l'Azerbaïdjan

### Ère moderne
Pendant la période soviétique, l'Azerbaïdjan a toujours été plus développé industriellement que l'Arménie et la Géorgie, deux pays voisins de la Transcaucasie - mais aussi moins diversifiés, en raison de la lenteur des investissements dans le secteur non pétrolier. Avec une histoire de développement industriel de plus de 100 ans, l'Azerbaïdjan s'est avéré être une nation leader dans le sud du Caucase tout au long de la tourmente de l'effondrement de l'Union soviétique au début des années 1990 jusqu'à nos jours.

### Ère de la République
Le pétrole reste le produit le plus important de l'économie de l'Azerbaïdjan avec le coton, le gaz naturel et les produits agricoles contribuant à sa croissance économique au cours des cinq dernières années. Plus de 60 milliards de dollars ont été investis dans le pétrole azerbaïdjanais par d'importantes compagnies pétrolières internationales du consortium AIOC opéré par BP. La production de pétrole dans le cadre de la première de ces PSA, avec la Compagnie d'exploitation internationale d'Azerbaïdjan, a débuté en novembre 1997 et est maintenant d'environ 500 000 b / j. Les gens visitent les stations thermales de pétrole (ou «spas») pour se baigner dans le pétrole brut local à Naftalan. Par le passé, l'industrie de la pêche azerbaïdjanaise était l'un des principaux producteurs et exportateurs de caviar. Elle concentre ses activités sur la diminution des stocks d'esturgeons et de bélugas dans la mer Caspienne.
L'Azerbaïdjan partage tous les problèmes des anciennes républiques soviétiques en passant du commandement à l'économie de marché, mais ses ressources énergétiques éclairent ses perspectives à long terme. L'Azerbaïdjan a commencé à faire des progrès en matière de réforme économique et les anciens liens et structures économiques sont lentement remplacés. Un obstacle au progrès économique, y compris l'intensification des investissements étrangers, est la poursuite du conflit avec l'Arménie sur la région du Haut-Karabakh.
En 1992, l'Azerbaïdjan est devenu membre de l'Organisation de coopération économique. En 2002, la marine marchande azerbaïdjanaise comptait 54 navires. En mars 2001, l'Azerbaïdjan a conclu un accord gazier avec la Turquie, fournissant un futur marché d'exportation pour l'Azerbaïdjan.
L'Azerbaïdjan a conclu 21 accords de partage de production avec diverses compagnies pétrolières. Un pipeline d'exportation qui transporte du pétrole de la mer Caspienne vers la Méditerranée de Bakou à Tbilissi en Géorgie à Ceyhan en Turquie (le pipeline Bakou-Tbilissi-Ceyhan) est devenu opérationnel en 2006. Le pipeline devrait générer des revenus de 160 milliards de dollars pour le pays. au cours des 30 prochaines années. Le récent prix élevé du pétrole est très bénéfique pour l'économie de l'Azerbaïdjan car la nation est en plein boom pétrolier. Les producteurs de la mer Caspienne orientale au Kazakhstan ont également manifesté leur intérêt à accéder à ce pipeline pour transporter une partie de leur production.
En 2010, l'Azerbaïdjan est entré dans les huit principaux fournisseurs de pétrole des pays de l'UE avec 9,46 milliards d'euros.
l'Azerbaïdjan a exporté en 2024 23,6 millions de tonnes de pétrole vers 25 pays, soit une baisse de 9,4 % par rapport à 2023. La valeur totale de ces exportations s'élevait à 14,44 milliards de dollars, marquant une diminution de 11,1 %.
L'Italie a continué de dominer en tant que plus grand importateur de pétrole azerbaïdjanais, achetant 10,95 millions de tonnes en 2024. Cela représentait une baisse de 1,5 % par rapport à l'année précédente. En termes de valeur, les exportations vers l'Italie ont atteint 6,75 milliards de dollars, soit une réduction de 4,6 % par rapport à 2023.
La République tchèque a pris la deuxième place avec une croissance significative, important 1,77 million de tonnes de pétrole azerbaïdjanais, soit une augmentation de 55,8 %. La valeur totale de ces exportations a atteint 1,08 milliard de dollars, marquant une augmentation de 58,4 %.
La Croatie a obtenu la troisième position, en important 1,44 million de tonnes, ce qui représentait une augmentation de 47,3 % par rapport à l'année précédente. La valeur de ces exportations a également augmenté de 47,9 %, atteignant 873 millions de dollars.
Les autres pays du top dix étaient : Inde : 1,17 million de tonnes, d'une valeur de 729,8 millions de dollars, Allemagne : 1,16 million de tonnes, d'une valeur de 726 millions de dollars, Israël : 1,17 million de tonnes, d'une valeur de 713,3 millions de dollars, Portugal : 1,01 million de tonnes, d'une valeur de 631,17 millions de dollars, Roumanie : 750 197 tonnes, d'une valeur de 437,8 millions de dollars, Royaume-Uni : 659 515 tonnes, d'une valeur de 396,1 millions de dollars, Tunisie : 446 159 tonnes, d'une valeur de 279,7 millions de dollars.
En 2011, le montant des investissements étrangers en Azerbaïdjan s'élevait à 20 milliards de dollars, soit 61% de plus qu'en 2010. Selon le ministre du Développement économique de l'Azerbaïdjan, Chahin Mustafayev, en 2011, «15,7 milliards de dollars ont été investis dans le secteur non pétrolier, reste - dans le secteur pétrolier. "
En 2012, en raison de sa performance économique après la dissolution soviétique, l'Azerbaïdjan devait devenir «Tigre du Caucase»,. En 2012, l'étude de la mondialisation et du Réseau mondial de recherche sur les villes a classé Bakou en tant que ville mondiale de niveau Gamma.
En 2015, la Turquie et l'Azerbaïdjan sont convenus de porter le commerce mutuel à 15 milliards de dollars d'ici 2023.

## Économie stimulée par le secteur de l'énergie
L’Azerbaïdjan a connu ces dernières années l’une des meilleures situations macroéconomiques de la CEI (35 % de croissance en 2006, 25 % en 2007). Cette croissance, la plus élevée au monde en 2007, est largement alimentée par le commerce des hydrocarbures (61 % du PIB en 2008) : montée en charge des gisements pétroliers Azeri-Chirag-Güneshli (ACG) et gaziers de Shah Deniz, mise en service de l’oléoduc Bakou-Tbilissi-Ceyhan (juillet 2006) et du gazoduc Bakou-Tbilissi-Erzurum (juillet 2007). Les autorités azerbaïdjanaises ont mis en œuvre des réformes structurelles (nouveau code fiscal, programme de privatisations, instauration du fonds pétrolier et rationalisation des structures économiques étatiques.) mais peinent encore à lutter contre une corruption endémique (143e rang mondial en matière de lutte contre la corruption selon Transparency International en 2009).
Si Bakou a, dans un premier temps, été épargné par les conséquences de la crise économique mondiale, le pays a néanmoins été confronté à des signes tangibles de ralentissement économique, à la fois par la chute des prix du pétrole et à une baisse de la production due à un incident sur le principal site pétrolier. La diminution des rentrées financières a porté un coup d’arrêt à plusieurs projets d’investissement (nouveau port de Bakou, stade de football, musée d’art moderne) et en a ralenti quelques autres. La production industrielle a également diminué, entraînant une baisse des salaires réels et une augmentation du chômage. Tirée par le secteur des hydrocarbures, la croissance est néanmoins restée élevée en 2009 (+9,3 %). L’ampleur de ses réserves, la faible exposition générale de son secteur bancaire et un endettement externe modeste semblent mettre l’Azerbaïdjan relativement à l’abri des répercussions de la crise financière qu’ont connu d’autres pays de la région.
Au-delà de la gestion de la crise, le principal défi de l’Azerbaïdjan dans les prochaines années consistera à diversifier son économie et à mieux répartir les fruits de la croissance. À ce jour, seule la capitale a commencé à surmonter les effets de l’effondrement du bloc soviétique, et le niveau de vie de la majeure partie de la population reste limité. L’Azerbaïdjan demeure en situation de dépendance quasi-exclusive à l’égard du secteur énergétique. La faible diversité de l’économie locale (attestée par des exportations composées à plus de 90 % de produits pétroliers), la vulnérabilité de ses comptes extérieurs aux fluctuations des cours de matières premières, la mauvaise gestion des ressources par les autorités, la corruption endémique, le recul de la démocratie, un climat des affaires délétère et l’absence de concurrence sont caractéristiques des pays émergents et producteurs d’hydrocarbures auxquels l’Azerbaïdjan s’apparente et risquent de faire obstacle au développement à long terme du pays.
Selon le rapport de politique de voisinage de la Commission européenne, l'Union Européenne prépare un nouveau programme d'aide pour soutenir la diversification de l'économie en Azerbaïdjan. Ce programme d'aide est pour la région économique de Lankaran et a un budget de 13 millions d'euros. La région a une faible performance économique et le niveau des investissements est trop bas. Cependant, la région a un fort potentiel pour la fabrication de produits de jardinage de haute qualité. Ce programme est pour le développement local et international de la région de Lankaran et il est destiné  à la solution les problèmes qui entravent ce développement. Selon le rapport, l'Union européenne coopérera avec le gouvernement de l'Azerbaïdjan pour développer le climat d'investissement de Lankaran dans le domaine de l'agriculture.

## Secteurs de l'économie

### L’agriculture
L'Azerbaïdjan a un fort potentiel dans le domaine de l'agriculture. Environ 55 pour cent de l'Azerbaïdjan sont des terres agricoles. Les instituts de recherche scientifique agricole de l'Azerbaïdjan sont concentrés sur les prairies et les pâturages, l'horticulture et les cultures subtropicales, les légumes-feuilles, la vinification, la culture du coton et les plantes médicinales. 
Au début de 2007, il y avait 4 755 100 hectares de terres agricoles utilisées.
La même année, les ressources totales en bois ont atteint 136 millions de m³.
Dans certains pays, il est rentable de faire pousser des céréales, des pommes de terre, des betteraves à sucre, du coton et du tabac. Le bétail, les produits laitiers et les vins et spiritueux sont également des produits agricoles importants. L'industrie de la pêche de la mer Caspienne est concentrée sur la diminution des stocks d'esturgeons et de bélugas.
Certaines parties de la plupart des produits précédemment importés ont commencé à être produits localement (parmi eux Coca-Cola par « Coca-Cola Bottlers LTD », bière par « Baki-Kastel », parquet par Nehir et oléoducs par « EUPEC Pipe Coating Azerbaïdjan »).

## Les services

### Télécommunications
Au XXIe siècle, les réformes du pétrole et du gaz ont amélioré la situation dans les secteurs de la science et de la technologie de l'Azerbaïdjan. Dans ce cas, le gouvernement a lancé une campagne pour moderniser ces secteurs. Le pays a également progressé dans le développement de son secteur des télécommunications. En 2009, il y avait 1 397 000 lignes téléphoniques principales et 1 485 000 utilisateurs d'Internet. Selon les statistiques de la CIA (Agence Centrale de Renseignement), en 2014, il y avait 5 800 000 utilisateurs d'Internet. Il existe cinq fournisseurs GSM: Azercell, Bakcell, Azerfon(Nar Mobile) Aztrank et l'opérateur de réseau mobile Catel.

### Tourisme
Le tourisme est une partie importante de l'économie de l'Azerbaïdjan. Le pays était un lieu touristique connu dans les années 1980. Pourtant, la chute de l'Union soviétique et la guerre du Haut-Karabakh dans les années 1990 ont détruit l'industrie du tourisme dans le pays. Récemment, l'Azerbaïdjan est devenu une destination populaire pour le tourisme religieux, spa et sanitaire. Selon le rapport préparé par le Conseil Mondial de Voyage et de Tourisme, l'Azerbaïdjan est parmi les dix pays en plus forte croissance des exportations de visiteurs en 2010-2016. De plus, l'économie de l'Azerbaïdjan se tient en première place (46,1 %) parmi les économies qui se développent le plus rapidement en matière de voyage et de tourisme, soutenue par les fortes dépenses des visiteurs internationaux ayant entrés en pays l'année dernière. Le rapport mentionne que le développement du tourisme a contribué à la croissance du PIB en Azerbaïdjan. Il peut développer encore plus rapidement en dix ans.

## Transport
L'emplacement pratique de l'Azerbaïdjan au carrefour des principales artères de la circulation internationale, telles que la route de la soie et le corridor sud-nord, souligne l'importance stratégique du secteur des transports pour l'économie du pays. Le secteur des transports dans le pays comprend les routes, les chemins de fer, l'aviation et le transport maritime.
L'Azerbaïdjan est également une plaque tournante économique importante dans le transport des matières premières. L'oléoduc Bakou-Tbilissi-Ceyhan (CTB) est devenu opérationnel en mai 2006 et s'étend sur plus de 1 774 kilomètres à travers les territoires de l'Azerbaïdjan, de la Géorgie et de la Turquie. La BTC est conçue pour transporter jusqu'à 50 millions de tonnes de pétrole brut par an et achemine le pétrole des champs pétrolifères de la mer Caspienne vers les marchés mondiaux. Le gazoduc du Caucase du Sud, qui traverse également le territoire de l'Azerbaïdjan, de la Géorgie et de la Turquie, est devenu opérationnel à la fin de 2006 et offre des approvisionnements supplémentaires en gaz provenant du champ gazier de Chah Deniz. Chah Deniz devrait produire jusqu'à 296 milliards de mètres cubes de gaz naturel par an. L'Azerbaïdjan joue également un rôle majeur dans le projet de route de la soie financé par l'UE.
En 2002, le gouvernement azerbaïdjanais a créé le ministère des Transports avec un large éventail de fonctions politiques et réglementaires. La même année, le pays est devenu membre de la Convention de Vienne sur la circulation routière.
La plus haute priorité étant; l'amélioration du réseau de transport et la transformation des services de transport en un des avantages comparatifs clés du pays, car cela favoriserait grandement le développement d'autres secteurs de l'économie.
En 2012, la construction du chemin de fer Bakou-Tbilissi-Kars devrait permettre le transport entre l'Asie et l'Europe en reliant les chemins de fer de la Chine et du Kazakhstan à l'est avec Marmaray de Turquie au système ferroviaire européen à l'ouest. En 2010, les chemins de fer à voie large s'étendaient sur 2 918 km et les chemins de fer électrifiés comptaient 1 278 km. En 2010, il y avait 35 aéroports et un héliport.
Le 30 octobre 2017, la cérémonie d'ouverture du BTK s'est déroulée en présence de dirigeants azerbaïdjanais, turcs et géorgiens. L'Union européenne a salué le lancement du nouveau chemin de fer et l'a évalué comme un corridor qui assurera de nouvelles opportunités commerciales et commerciales,.

## Système de monnaie
Manat est la monnaie de l'Azerbaïdjan. Manat est émis par la Banque centrale d'Azerbaïdjan. L'abréviation ISO 4217 est AZN. Le symbole latinisé est (₼).
Le manat est détenu dans un système de taux de change flottant géré principalement contre le dollar américain. Le taux de change (manat azerbaïdjanais pour 1 dollar EU) pour le 23 octobre 2017 était de 1,69 AZN.
Il existe une relation complexe entre la balance commerciale de l'Azerbaïdjan, l'inflation, mesurée par l'indice des prix à la consommation et la valeur de sa monnaie. Bien qu'elle permette de «flotter» la valeur du manat, la banque centrale azerbaïdjanaise a la capacité décisive de contrôler sa valeur par rapport aux autres monnaies.

## Infrastructures
- Lignes de téléphone : 1 254 000 (en 2007)[21]
- Téléphones portables : 4 300 000 (en 2007)[21]
- Postes de radio : 175 000 (en 1997)
- Postes de télévision : 17 000 (en 1997)
- Utilisateurs d'Internet : 1 036 000 (en 2007)[21]
- Nombre de fournisseurs d'accès Internet : 2 (en 2000)
- Routes : 59 141 km (dont 29 210 km goudronnés) (en 2004)[22]
- Voies ferrées : 2 918 km (en 2009)[22]
- Voies navigables : 0 km
- Nombre d'aéroports : 35 (dont 27 avec des pistes goudronnées) (en 2008)[22]

## Sources
- CIA world factbook